# Championnat d'Égypte de football de deuxième division
Le championnat d'Égypte de football D2 (arabe : بطولة كرة القدم مصر دوري الدرجة الثانية), officiellement appelé Egyptian Second League. Il rassemble actuellement les 18 équipes professionnelles du pays de deuxième division, s'opposant lors de matchs aller-retour.